# WTA Bukarest

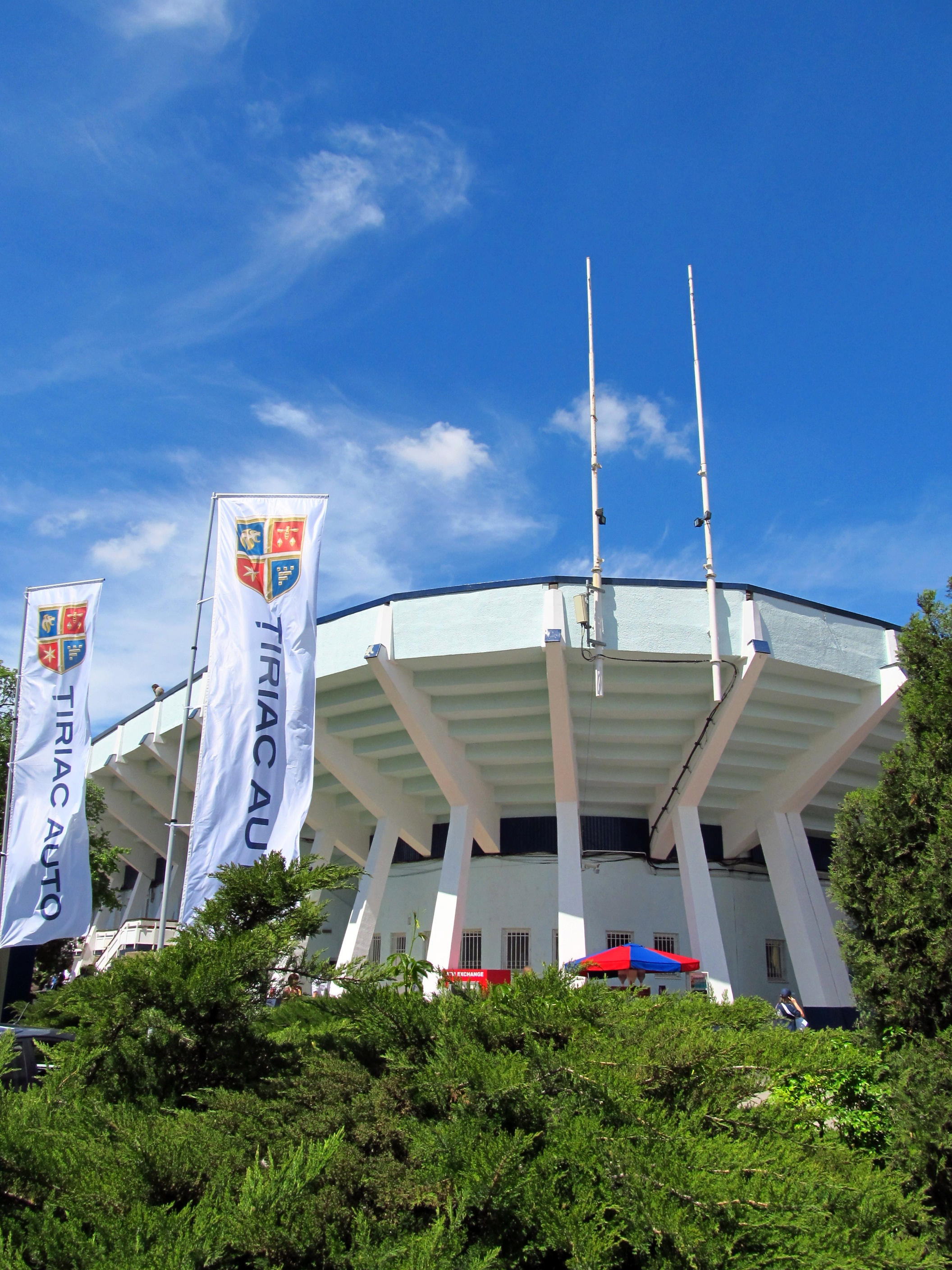
Der Hauptplatz des Arenele BNR (2012)

Das WTA Bukarest (offiziell: Bucharest Open) ist ein Damentennisturnier, das seit dem Jahr 2014 im Rahmen der WTA Tour jeweils im Juli in der rumänischen Hauptstadt Bukarest ausgetragen wird. Gespielt wird im Arenele BNR, wo es neben dem Hauptplatz noch elf weitere Sandplätze gibt.

## Siegerliste

### Einzel
| Jahr | Siegerin                  | Finalgegnerin        | Ergebnis  |
| ---- | ------------------------- | -------------------- | --------- |
| 2014 | Simona Halep              | Roberta Vinci        | 6:1, 6:3  |
| 2015 | Anna Karolína Schmiedlová | Sara Errani          | 7:63, 6:3 |
| 2016 | Simona Halep              | Anastasija Sevastova | 6:0, 6:0  |
| 2017 | Irina-Camelia Begu        | Julia Görges         | 6:3, 7:5  |
| 2018 | Anastasija Sevastova      | Petra Martić         | 7:64, 6:2 |
| 2019 | Jelena Rybakina           | Patricia Maria Țig   | 6:2, 6:0  |

### Doppel
| Jahr | Siegerinnen                           | Finalgegnerinnen                       | Ergebnis         |
| ---- | ------------------------------------- | -------------------------------------- | ---------------- |
| 2014 | Elena Bogdan Alexandra Cadanțu        | Çağla Büyükakçay Karin Knapp           | 6:4, 3:6, [10:5] |
| 2015 | Oksana Kalaschnikowa Demi Schuurs     | Andreea Mitu Patricia Maria Țig        | 6:2, 6:2         |
| 2016 | Jessica Moore Varatchaya Wongteanchai | Alexandra Cadanțu Katarzyna Piter      | 6:3, 7:65        |
| 2017 | Irina-Camelia Begu Raluca Olaru       | Elise Mertens Demi Schuurs             | 6:3, 6:3         |
| 2018 | Irina-Camelia Begu Andreea Mitu       | Danka Kovinić Maryna Zanevska          | 6:3, 6:4         |
| 2019 | Viktória Kužmová Kristýna Plíšková    | Jaqueline Cristian Elena-Gabriela Ruse | 6:4, 7:63        |